# Länsväg 106
De Zweedse weg 106 (Zweeds: Länsväg 106) is een provinciale weg in de provincie Skåne län in Zweden en is circa 15 kilometer lang.

## Plaatsen langs de weg
- Teckomatorp
- Svalöv
- Axelvold
- Kågeröd

## Knooppunten
- Riksväg 17 bij Teckomatorp (begin)
- Länsväg 109 bij Kågeröd (einde)